# The Las Vegas Story

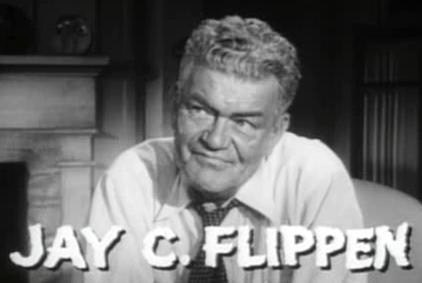
Jay C. Flippen trocou a Broadway por Hollywood após a Segunda Guerra. De aparência rude, interpretou personagens duros em todos os gêneros, particularmente em faroestes. Teve a perna direita amputada durante as filmagens de Cat Ballou, mas continuou a atuar, em cadeira de rodas. Faleceu em 1971, durante uma cirurgia.

The Las Vegas Story (bra: A Caminho do Pecado; prt: A Fronteira do Pecado) é um filme estadunidense de 1952, do gênero policial, dirigido por Robert Stevenson e estrelado por Jane Russell e Victor Mature.

## A produção
Produzido em plena era do Macartismo, o filme teve sua produção conturbada pela decisão de Howard Hughes de retirar o nome de Paul Jarrico dos créditos do roteiro. Jarrico tivera de se explicar perante o Comitê de Atividades Antiamericanas por suas supostas simpatias pelo comunismo. Ele processou a RKO (mas perdeu a causa dois anos mais tarde) e provocou uma enorme animosidade entre o Screen Writers Guild e Hughes.
O filme tem várias semelhanças com Casablanca, inclusive pela presença de um pianista meio filósofo, interpretado por Hoagy Carmichael. Carmichael também compôs as três canções apresentadas no decorrer da história, duas delas cantadas por Jane Russell: I Get Along without You Very Well, The Monkey Song e My Resistance Is Low (esta em parceria com Harold Adamson).
The Las Vegas Story não foi bem nas bilheterias, tendo dado um prejuízo de 600000 dólares à RKO, em valores da época.
Apesar de tudo, o filme é um dos dez melhores da carreira de Victor Mature, segundo o historiador Ken Wlaschin.

## Sinopse
A cantora de cabarés Linda casa-se com o sofisticado Lloyd Rollins porque pensa que foi esquecida pelo Tenente Dave Andrews, o grande amor de sua vida. O destino reúne os três em Las Vegas, onde se envolvem em roubo e assassinato.

## Elenco
| Ator/Atriz       | Personagem           |
| ---------------- | -------------------- |
| Jane Russell     | Linda Rollins        |
| Victor Mature    | Tenente Dave Andrews |
| Vincent Price    | Lloyd Rollins        |
| Hoagy Carmichael | Happy                |
| Brad Dexter      | Tom Hubler           |
| Gordon Oliver    | Senhor Drucker       |
| Jay C. Flippen   | Capitão H.A. Harris  |
| Will Wright      | Mike Fogarty         |
| Bill Welsh       | Martin               |
| Ray Montgomery   | Caixa                |
| Colleen Miller   | Mary                 |
| Robert J. Wilke  | Clayton              |